# شباب العمر الانتقالي
شباب العمر الانتقالي هم الشباب في سن ما بين السادسة عشرة والرابعة والعشرين الذين انتقلوا من رعاية الدولة أو رعاية التبني وأصبحوا في خطر. وبمجرد بلوغهم الثامنة عشرة لم يعد يقدم لهم الدعم من أنظمة الرعاية الذي كان يقدم من قبل لسد العديد من احتياجاتهم. ومثل معظم الشباب، فهم يكافحون لبدء حياتهم بموارد وخبرات محدودة. غير أنهم على العكس من الآخرين، ليس لديهم الموارد الأسرية المعترف بها الآخرون. فليس هناك أسرة توفر لشققهم الأثاث والأطباق، أو تشارك بالتوقيع على قرض أو تضمن ائتمانهم لدى المالك، أو تساعد في دفع مبلغ التأمين، أو ترشد خلال عملية القبول في الجامعة، أو تثني على وظيفة جديدة.

## البرامج والتغييرات في البرامج
كانت رعاية التبني يقصد بها حالة مؤقتة للأطفال، ومع ذلك يدخلها العديد من الأطفال ويبقى 25-30% منهم بها حتى سن الثامنة عشرة (كيلي). ووفقًا لمكتب الإحصاء الأمريكي في عام 2005، فإنه من بين حوالي 500000 طفل (كانت 550000 طفل في عام 2000) في نظام رعاية التبني في الولايات المتحدة، ما يقدر بـ 24000 في سن الشباب يخرجون من الرعاية كل عام ويحاولون العيش بشكل مستقل. (غاردنر)
يمكن تقليل نسبة تشرد الشباب الخارجين من دور الرعاية باستخدام معلومات برنامج تشافي للعيش المستقل لعام 1999. وفقًا لهذا البرنامج، يسمح للدول بصرف ما يصل إلى 30% من أموال العيش المستقل الخاصة بهم على مسكن ومأكل شباب الرعاية في سن الثامنة عشرة على الأقل وقبل بلوغ الحادية والعشرين. كما يطلب منهم البرنامج أيضا استخدام جزء بسيط على الأقل من أموالهم لتقديم خدمات المتابعة لشباب دور الرعاية بعد خروجهم منها. (دورسكي) لم يسمح البرنامج السابق، برنامج العيش المستقل لعام 1990 المادة IV-E، للدولة باستخدام أي من أموالها للمسكن والمأكل، أو لإعانات العيش المستقل، أو إسكان مؤقت للشباب الخارجين من دور الرعاية. (دورسكي)
يحتوي قانون «علاقة رعاية التبني بالنجاح وزيادة عمليات التبني» لعام 2008 على العديد من الأحكام التي تهدف إلى تعزيز الروابط الأسرية الدائمة للشباب في دور رعاية التبني. (دورسكي) فيما يلي التغييرات التي أجريت بواسطة قانون «علاقة رعاية التبني بالنجاح وزيادة عمليات التبني» لعام 2008 لتحسين العلاقة بين شباب دور الرعاية وأفراد الأسرة الممتدة:
- إخطار الأقارب عند دخول الأطفال دور الرعاية. يزيد فرص تدخل الأقارب عندما يتم أخذ الأطفال من والديهم وإدخالهم دور رعاية التبني من خلال ضمان حصولهم على إخطار بهذا الفصل.
- برامج إدارة القرابة. تضمن الأموال لبرامج إدارة القرابة، من خلال منح العلاقات الأسرية الجديدة، لمساعدة الأطفال الذين يعيشون مع الأقارب، داخل وخارج دور الرعاية على حد سواء، بالدعم والمساعدة التي يحتاجونها.
- مدفوعات الوصاية المدعومة للأقارب. تساعد الأطفال في دور الرعاية على ترك الرعاية للعيش بشكل دائم مع الأجداد والأوصياء الآخرين من الأقرباء عندما لا يمكن إرجاعهم المنزل أو تبنيهم، وتوفر دعمًا اتحاديًا للدولة للمساعدة بمدفوعات الوصاية المدعومة لأسر هؤلاء الأطفال، حتى سن الثامنة عشرة بوجه عام. وفي ظروف معينة، قد يستمر حصول الأطفال على مساعدات الوصاية حتى سن الحادية والعشرين. وتوضح أن جميع الأطفال الذين، وذلك اعتبارًا من 30 سبتمبر 2008، كانوا يتلقون مدفوعات الوصاية المدعومة اتحاديًا أو الخدمات في الدول التي لديها إعفاءات مظاهرة رعاية الطفل سيستمرون في تلقي هذا الدعم وتلك الخدمات في ظل هذا البرنامج الجديد. وتوضح أن الأطفال الذين يتركون دور الرعاية بعد سن السادسة عشرة بسبب وصاية القرابة مؤهلون للحصول على خدمات العيش المستقل، وتجعلهم مؤهلين للحصول على قسائم التعليم والتدريب.
- معايير الترخيص للأقارب. توضح جواز تنازل الدولة عن معايير الترخيص المرتبطة بعدم السلامة للأقارب على أساس كل حالة منفصلة وتطلب من وزارة الصحة والخدمات البشرية (HHS) تقديم تقرير للكونجرس عن استخدام إعفاءات الترخيص والتوصيات بزيادة نسبة منازل أسر رعاية التنبي ذات الصلة التي يتم ترخيصها.
- منح العلاقة الأسرية الجديدة. تزيد موارد برامج إدارة القرابة، كما هو موضح أعلاه. كما توفر منحًا لاجتماعات اتخاذ القرار لجماعة الأسرة، وللأنشطة المكثفة للعثور على الأسرة، وللعلاج المنزلي للتعاطي اعتمادًا على الأسرة، والتي يمكن أن تساعد جميعها الأطفال في البقاء بأمان مع أفراد الأسرة والخروج من دور الرعاية أو، مرة أخرى في دور الرعاية، العودة بأمان للوالدين أو إيجاد البقاء الدائم مع أقرباء آخرين.
- جعل الأشقاء معًا. يحافظ على رابطة الأخوة من خلال مطالبة الدولة ببذل جهود معقولة لوضع الأشقاء معًا عند ضرورة أخذهم من منزل والديهم، شريطة أن يكون ذلك في صالح الأطفال. أما في حالة عدم الجمع بين الأشقاء، فلابد من أن تبذل الدولة جهودًا معقولة لتوفير زيارات متكررة أو غيرها من صور التفاعل المستمر، ما لم يسبب هذا التفاعل ضررًا لأي من الأشقاء. (صندوق الدفاع عن الأطفال).

يساعد هذا القانون الشباب الذين بلغوا الثامنة عشرة من عمرهم بدون أسر دائمة بالبقاء في دور الرعاية حتى سن 19 أو 20 أو 21، باختيار الدولة، مع استمرار تلقي الدعم الاتحادي لزيادة فرصتهم في النجاح أثناء فترة انتقالهم إلى سن الرشد. (صندوق الدفاع عن الأطفال) كما يساعد هذا القانون شباب دور الرعاية بدعم إضافي يكفي لسد احتياجات التعليم والرعاية الصحية عند خروجهم من دور رعاية التبني.
يخرج من دور رعاية التبني 24000 شاب كل عام. وأغلبهم سوف يعتمد على مساعدة الحكومة في مرحلة ما، سواء كانت هذه المرحلة للرعاية الطبية بسبب عدم وجود تأمين، أو مساعدات غذائية بسبب قلة الدخل، أو مساعدة للإسكان بسبب عدم وجود دخل، أو في بعض الحالات سيكون أطفالهم في نظام رعاية التبني يديمون دورة الرعاية. يحتاج المجتمع ككل للتعرف على النتائج المترتبة على خروج الشباب من دور رعاية التبني دون التعليم أو الخبرة أو المعرفة أو المهارات المطلوبة لأن يصبحوا من الشباب الناجح. يمكن إجراء تغييرات على نظام رعاية التبني، ولكن الأمر سيستغرق وقتًا وصبرًا وتحملاً ومثابرةً وإبداعًا، ليس فقط من العاملين في النظام وشباب دور الرعاية، ولكن من مجتمع يعرف تأثير شباب دور الرعاية على المستقبل.

## وصلات خارجية
- Stand Up For Kids: Organization Serving Transitional Age Youth
- LifePortal
- Children's Defense Fund. "Fostering Connections to Success and Increasing Adoptions Act Will Improve Outcome for Children and Youth in Foster Care." 14 October 2008. publication.
- Dworsky, Amy, Courtney, Mark E. "Homelessness and the Transition from Foster Care to Adulthood." Child Welfare (2009): 23-56. Academic Article.
- Gardner, Deseree. Youth Aging Out of Foster Care, Identifying strategies and best practices, 2007-2008 Presidential Initiative. Issue Brief. Washington D.C.: National Association of Counties, 2008. Brief.